# Keolis
 (février 2025).
Keolis est une société anonyme de transport public franco-québécoise du secteur des transports de voyageurs. Elle exploite des réseaux de bus, de métros, de tramways, de cars, de vélos en location, de parkings, de navettes maritimes, de funiculaires, de trolleybus ainsi que des services aéroportuaires.
La société, basée à Paris, est détenue à 70 % par la Société nationale des chemins de fer français (SNCF) et à 30 % par la Caisse de dépôt et placement du Québec.
Keolis fait partie de la SNCF aux côtés de SNCF Voyageurs, SNCF Réseau, Rail Logistics Europe et Geodis. En 2022, le chiffre d'affaires s'élève à 6,7 milliards d’euros et l'entreprise compte 68 000 salariés.

## Histoire

### Origines
Keolis est issu de plusieurs sociétés préexistantes :
- la Société des transports automobiles (STA), créée en 1908, et sa filiale, la Société générale des transports départementaux ;
- la société Les Exploitations électriques (Lesexel) (société de production électrique créée en 1911 pour accompagner le développement des tramways) ;
- la Société de transports routiers de voyageurs (STRV), filiale de la Société de contrôle et d’exploitation des transports auxiliaires (SCETA) puis de la SNCF et qui fut renommée Cariane en 1988 lors de sa fusion avec la STV[réf. nécessaire].

Ces entreprises connaissent une série de restructurations, fusions et acquisitions, qui font émerger les sociétés Via-GTI en 1971, principalement centrée sur les transports urbains, et Cariane en 1988, spécialisée dans le transport interurbain de voyageurs.

### Création de Keolis et développement dans les années 2000
En 1999, la SNCF devient actionnaire de référence de Via-GTI, qui fusionne en 2001 avec Cariane pour constituer Keolis.
Le nom Keolis a été trouvé à la suite d'une recherche de nom confiée à la société Bessis. Il a été composé à partir de Khéops (en référence à la pyramide, symbole de force et d'envergure), du nom du dieu du vent Éole (en référence au voyage, au mouvement, à la fluidité), et du terme « polis » (la cité en grec ancien, en référence au transport public).

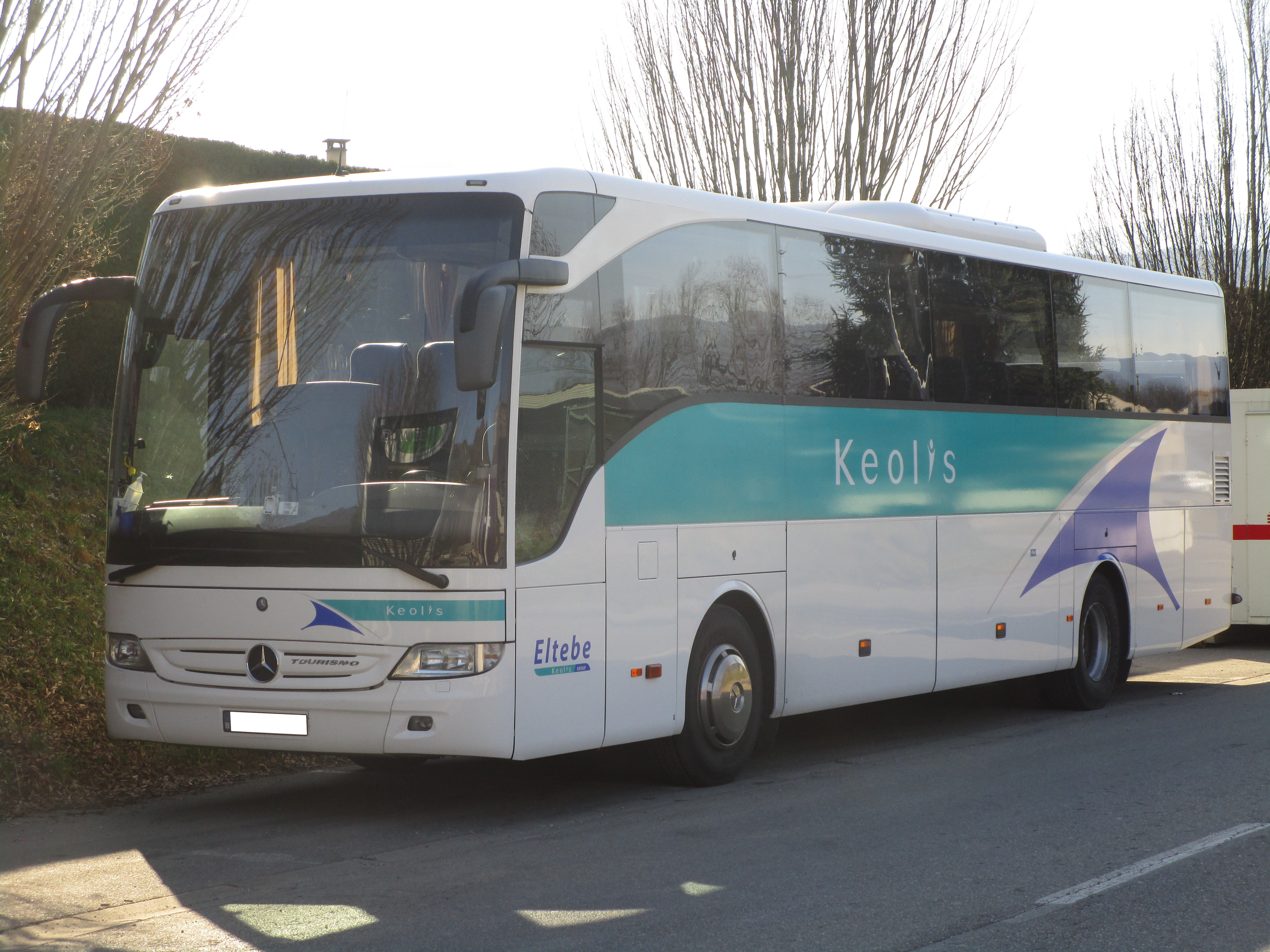
Mercedes-Benz Tourismo de Keolis Eltebe, arborant l'ancienne sérigraphie de Keolis.

En 2002, Keolis prend le contrôle du groupe Orléans Express, premier opérateur de transport interurbain au Québec. La même année, il fonde un partenaire avec Go-Ahead avec lequel il possède une filiale commune, GoVia. Keolis devient également codétenteur des entreprises ferroviaires London Midland, Southeastern et Southern au Royaume-Uni. En 2003, Keolis prend le contrôle de Busslink, opérateur de bus en Suède.
En 2004, la société de capital investissement 3i entre au capital de façon majoritaire aux côtés de la SNCF, actionnaire industriel de référence, afin de financer les projets de développement. Michel Bleitrach est nommé directeur général CEO et Michel Lamboley directeur financier du groupe.
En 2005, via sa participation à GoVia, Keolis devient codétenteur de la franchise ferroviaire Southeastern au Royaume-Uni.
En 2006, Keolis gagne la franchise du réseau Hellweg-Netz (de) en Allemagne. En 2007, Keolis acquiert City-Trafic au Danemark.
En 2006, 3i revend sa participation à un consortium composé de Axa Private Equity, de la Caisse de dépôt et placement du Québec (CDPQ) et de Pragma Capital. La SNCF conserve sa position d’actionnaire industriel de référence.
En 2008, Keolis prend le contrôle de Eurobus Holding en Belgique. En 2009, Keolis s'implante à Melbourne, à Washington, à Bergen et à Bordeaux.
En 2010, EFFIA devient une filiale de Keolis.

### Années 2010 et 2020
En 2012, Keolis acquiert la totalité du capital de Syntus aux Pays-Bas et d’Orléans Express au Canada. Il s'implante à Hyderabad en Inde.
En 2012, la SNCF rachète les parts du consortium, devenant actionnaire majoritaire de Keolis à 70%, le solde étant détenu par la Caisse de dépôt et placement du Québec (CDPQ).
En 2013, Keolis gagne une partie du réseau urbain de Las Vegas. En 2014, il gagne un contrat de partenariat public-privé (PPP) d'une durée de 30 ans pour la maintenance et l'exploitation d'une ligne de métro léger (LRT) de 19 km Ion rapid transit dans l'agglomération de Waterloo, Kitchener et Cambridge en Ontario (ouest de Toronto).
En juillet 2017, Keolis se lance sur le marché du transport sanitaire en acquérant les groupes Intégral et Douillard, pour un montant non dévoilé. Cette opération crée ainsi une nouvelle filiale, du nom de Keolis Santé. Keolis Santé, détenue à 51 % par Keolis et possédant une flotte de 1 000 véhicules pour 1 650 salariés, représente un chiffre d'affaires de 70 millions d'euros.
La même année, Keolis remporte le contrat d’exploitation et de maintenance de Metrolink (le plus grand réseau de tramway du Royaume-Uni, à Manchester) et est également choisi par l’autorité organisatrice FootHill Transit pour assurer l’exploitation et la maintenance du réseau de bus du comté de Los Angeles,.
L’entreprise se développe également en Asie, démarrant l’exploitation du réseau de métro automatique aérien d’Hyderabad, et remportant, dans le cadre d’une coentreprise avec RATP Dev et la société qatarie Hamad Group, le contrat d’exploitation et de maintenance du premier réseau de transport public du Qatar, comprenant l’exploitation du futur métro automatique de Doha et le métro léger de Lusail.

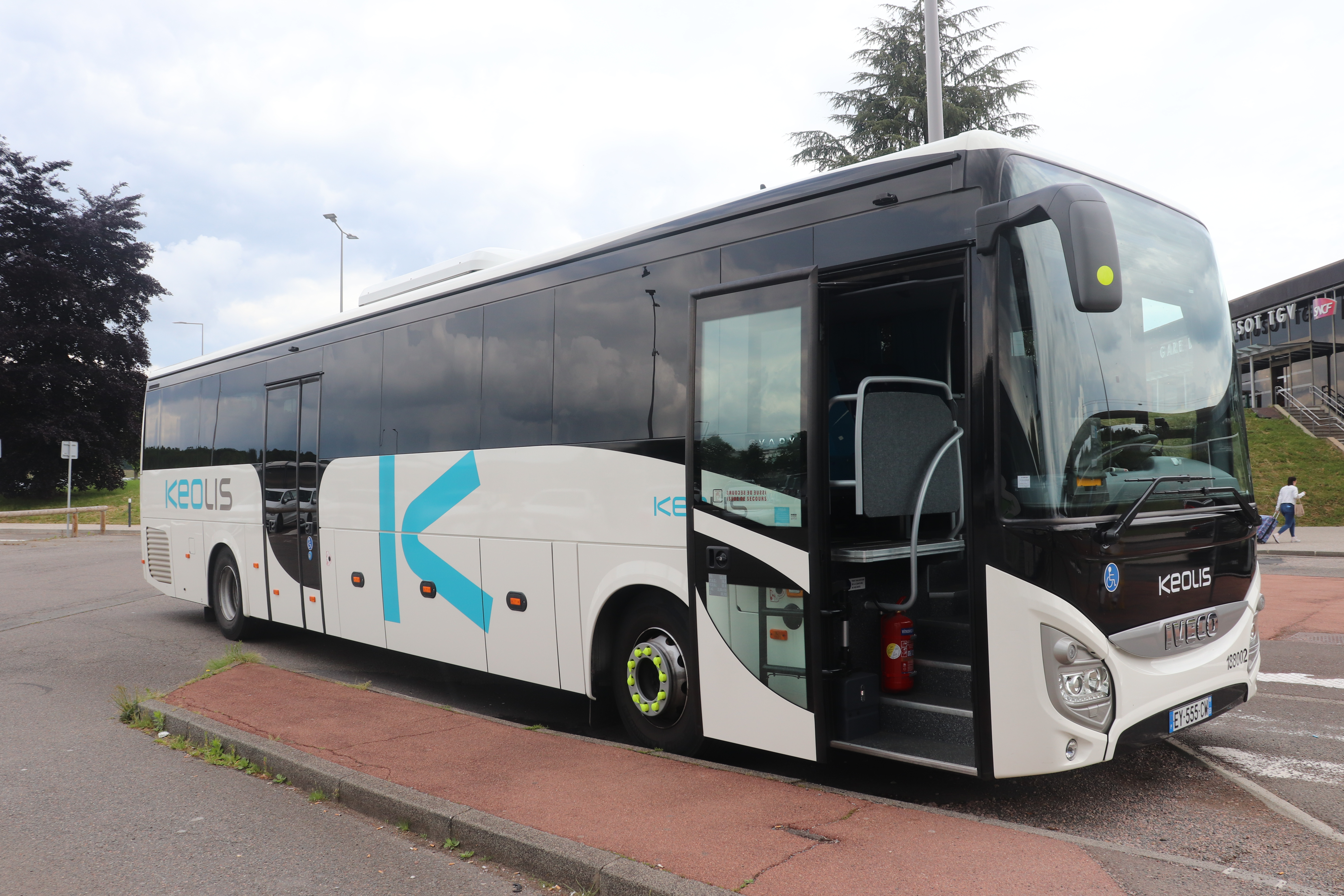
Nouvelle livrée des autocars en France depuis 2018.

En 2018, Keolis démarre l’exploitation de la ligne Pujiang (anciennement appelée 8.3), première ligne automatique du métro de Shanghai, ainsi que des lignes de tramway de Songjiang en banlieue de Shanghai, et remporte également un contrat de 6 milliards d’euros pour exploiter la totalité du réseau ferroviaire du Pays de Galles, le réseau Wales and Borders,.
En 2019, la société suisse La Poste vend CarPostal France au groupe Keolis. CarPostal se retire ainsi du marché français du transport public.
Keolis est dirigé de 2012 à 2019 par Jean-Pierre Farandou, président de la SNCF depuis le 1er novembre 2019. Kathleen Wantz-O’Rourke en assure la direction par intérim, avant que Patrick Jeantet n'en assume les fonctions de dirigeant à compter du début de 2020. Il est remplacé par Marie-Ange Debon à compter du 24 août 2020.

## Activités
Keolis est un opérateur de transport public de voyageurs. La société intervient dans le domaine des transports de voyageurs par métro, tramway, autobus et car, vélo, transports de personnes à mobilité réduite, autopartage et covoiturage, navette fluviale et maritime, navette autonome, téléphériques, funiculaire, trolleybus et services aéroportuaires.
En France, Keolis exploite, par le biais de délégations de service public pour le compte d'autorités organisatrices de transports, les grands réseaux suivants :
- Transports Bordeaux Métropole (TBM), à Bordeaux exploitée par la filiale Keolis Bordeaux Métropole Mobilités[23], première entreprise à mission du secteur des transports publics ;
- Service des transports en commun de l'agglomération rennaise (STAR) à Rennes exploitée par la filiale Keolis Rennes, depuis 1998 ;
- réseau Ilévia, à Lille ;
- réseau Bus de Transports en commun lyonnais (TCL) à Lyon, pour le compte de SYTRAL Mobilités ;
- réseau Fil Bleu, à Tours ;
- réseau Ginko, à Besançon ;
- réseau Divia, à Dijon ;
- réseau Sankéo à Perpignan ;
- réseau Transvilles à Valenciennes ;
- réseau Le met’ des transports en commun de Metz ;
- réseau Ametis, des transports en commun de Amiens Métropole ;
- réseau TAO d’Orléans.
- réseau STAN de Nancy

À l'étranger, la société Keolis est notamment l'exploitante du réseau de bus de Stockholm, des trains de banlieue de Boston, du métro automatique d’Hyderabad, de DLR à Londres avec KeolisAmey Docklands, du métro de Shanghai, du métro léger de Manchester.

### En France

#### En Île-de-France
| Réseaux urbains et périurbains en Île-de-France |                                  | |
| Exploitant                                      | Aires de service                 | Descriptif |
| Keolis Île-de-France                            | Paris, Val-de-Marne              | Futur CDG Express, train express entre Paris-Est et l'aéroport de Paris-Charles-de-Gaulle (dans le cadre du groupement Hello Paris avec RATP Dev), |
| Transkeo T11 et Transkeo T12-T13                | Seine-Saint-Denis, Yvelines      | Tram-train (T11, T12 et T13). Deux filiales de Keolis (51 %) et SNCF Participations (49 %) créées respectivement en 2015 pour exploiter la ligne T11 (mise en service le 1er juillet 2017), et en 2018 pour les lignes T13 (mise en service le 6 juillet 2022) et T12 (mise en service le 10 décembre 2023). Les 90 salariés embauchés à l'ouverture le sont sous un contrat de droit privé relevant de la convention collective du ferroviaire mais sans le statut de cheminot. Transkeo permet également à la SNCF de s'affranchir des règles d'organisation du travail qu'elle a tenté (sans succès) d'assouplir durant l'été 2016 afin de gagner en productivité. Les agents seront polyvalents, formés à la conduite comme à l'information voyageurs et à la vente de billets. |
| Keolis Mobilité Paris                           | Paris                            | Exploitation du service Pam 75 (Pam signifiant Paris Accompagnement Mobilité jusqu'en 2016, puis changé en Pour Aider à la Mobilité), service de transport à la demande pour personnes en situation de handicap (personnes âgées ou à mobilité réduite), à Paris. |
| Keolis Seine Val-de-Marne                       | Val-de-Marne, Essonne            | Exploite un réseau de bus desservant l'Essonne et le Val-de-Marne. Jusqu'en 2014, elle s'appelait Athis Cars. |
| Keolis Seine Essonne                            | Essonne                          | Exploite un réseau de bus desservant les environs d'Évry-Courcouronnes et de Corbeil-Essonnes dans l'Essonne. |
| Keolis Meyer                                    | Essonne                          | Entreprise reprise le 15 janvier 2016 par Keolis. Elle exploite un réseau de bus desservant les environs de Longjumeau, Brétigny-sur-Orge et Arpajon dans l'Essonne. |
| Keolis Orly Airport                             | Essonne                          | Anciennement Intrabus Orly. Transports de passagers dans l'enceinte de l'aéroport. |
| Keolis Delion                                   | Hauts-de-Seine, Yvelines         | Ex-Autocars Delion, acheté par Keolis fin juin 2007. Sous-traitance pour Keolis Argenteuil Boucles de Seine. Transports occasionnels et touristiques en autocars. Transports scolaires pour collectivités. 62 véhicules, de 8 à 62 places. |
| Keolis Travel Services                          | Île-de-France                    | Agence commerciale du groupe Keolis pour l'Île-de-France . Son domaine comprend trois segments : le tourisme de loisirs, le tourisme d'affaires ou événementiel et le tourisme de collectivités locales. Elle traite également les dessertes privées d'hôtels et d'entreprises. Enfin, elle peut intervenir lors des remplacements de trains, en cas de travaux ou d'incidents. |
| Keolis Val-d'Oise                               | Val-d'Oise                       | La société exploite des lignes régulières desservant principalement la communauté de communes du Haut Val-d'Oise. Elle gère également en pool la ligne 100 qui relie Persan à Roissy. |
| Keolis CIF                                      | Val d'Oise, Seine-et-Marne, Oise | Exploite un réseau de bus opérant dans le nord-est de l’Île-de-France et dans le sud de la Picardie. |

| Réseaux franciliens ouverts à la concurrence           |                              |                                    |                                                     |                                            |
| Secteur                                                | Département                  | Exploitant                         | Nom du réseau                                       | Exploitation                               |
| Bassin de vie d'Argenteuil, Montesson et Sartrouville. | Yvelines, Val-d'Oise         | Keolis Argenteuil Boucles de Seine | Argenteuil - Boucles de Seine                       | 2022-2026 par délégation de service public |
| Secteur d'Athis-Mons.                                  | Val-de-Marne                 | Keolis Ouest Val-de-Marne          | Ligne 9 du tramway d'Île-de-France Seine Grand Orly | 2021-2026 par délégation de service public |
| Secteur de Boissy-Saint-Léger et Tournan-en-Brie.      | Seine-et-Marne, Val-de-Marne | Keolis Portes et Val de Brie       | Pays Briard                                         | 2023-2028 par délégation de service public |
| Secteur de Poissy et des Mureaux.                      | Yvelines                     | Keolis Seine et Oise Est           | Poissy - Les Mureaux                                | 2021-2029 par délégation de service public |
| Secteur de Mennecy et Milly-la-Forêt.                  | Essonne                      | Keolis Val d'Essonne 2 Vallées     | Essonne Sud Est                                     | 2022-2026 par marché public                |
| Secteur de Brunoy.                                     | Val-de-Marne, Essonne        | Keolis Val d'Yerres Val de Seine   | Val d'Yerres Val de Seine                           | 2022-2027 par délégation de service public |
| Secteur de Vélizy.                                     | Yvelines                     | Keolis Vélizy Vallée de la Bièvre  | Vélizy Vallées                                      | 2022-2030 par délégation de service public |

#### Réseaux urbains
| Grands réseaux urbains métropolitains |                                       |               | |              |
| Ville                                 | Exploitant                            | Nom du réseau | Descriptif | Exploitation |
| Bordeaux                              | Keolis Bordeaux Métropole Mobilités   | TBM           | - Tramway - Bus, LHNS, BHNS (projet en cours) - Vélos - Bateaux                                                        | 2023 - 2031  |
| Lille                                 | Keolis Lille Métropole (ex-Transpole) | Ilévia        | - Métro de Lille (VAL) - Lignes 1 et 2 - Tramway de Lille - Lignes R et T - Bus, BHNS - Vélos                          | 2018 - 2025  |
| Lyon                                  | Keolis Lyon                           | TCL           | - Métro - Tramway - Funiculaire - Bus, trolleybus - Le vélo en libre Service Vélo'v est quant à lui opéré par JCDecaux | 2017 - 2023  |
| Rennes                                | Keolis Rennes                         | STAR          | - Métro (VAL) - Bus - Vélos en libre service                                                                           | 1999 - 2024  |

| Réseaux urbains et périurbains hors Ile-de-France |                                                   |                                                                  | |                         |
| Ville                                             | Exploitant                                        | Nom du réseau                                                    | Descriptif | Exploitation            |
| Agde                                              | Keolis Agde                                       | Cap'bus                                                          | Réseau urbain | 2018 - 2025             |
| Agen                                              | Keolis Agen                                       | Tempo                                                            | Réseau urbain | 2006 - 2024             |
| Aix-en-Provence                                   | Keolis Pays d'Aix                                 | Aix en bus                                                       | Réseau urbain | 2012 - 2028             |
| Alençon                                           | Keolis Alençon                                    | Alto                                                             | Réseau urbain | 2008 - 2016             |
| Alès                                              | Keolis en Cévennes                                | NTECC                                                            | Réseau urbain | 2015 - 2019             |
| Amiens                                            | Keolis Amiens                                     | Ametis                                                           | Réseau urbain | 2012 - 2024             |
| Arles                                             | Keolis Camargue                                   | STAR                                                             | Réseau urbain |                         |
| Arras                                             | Keolis Arras                                      | Artis                                                            | Réseau urbain | 2004 - 2025             |
| Auch                                              | Keolis Auch                                       | Alliance                                                         | | 2014 - 2022             |
| Auxerre                                           | Keolis Auxerre                                    | LEO                                                              | Réseau urbain | 2024 - 2031             |
| Bayeux                                            | Keolis Calvados                                   | Bybus                                                            | |                         |
| Berck, Le Touquet, Montreuil-sur-Mer              | Keolis Côte d'Opale                               | Transports de la CA2BM                                           | Réseau urbain et transport scolaire                                                                                          |                         |
| Besançon                                          | Keolis Besançon Mobilités                         | Ginko                                                            | Réseau urbain - Tramway - Bus, BHNS - Vélo                                                                                   | 2018 - 2024             |
| Blois                                             | Keolis Blois                                      | Azalys                                                           | | 2021 - 2029             |
| Boulogne-sur-Mer                                  | Keolis Boulogne-sur-Mer                           | TCRB                                                             | | 2004 - 2012             |
| Bourgoin-Jallieu                                  | Keolis Porte de L'Isère                           | Réseau urbain Bourgoin-Jallieu - Agglomération nouvelle          | Réseau de bus | 2016 - 2021             |
| Bourg-en-Bresse                                   | Keolis Grand Bassin de Bourg-en-Bresse            | Rubis                                                            | Réseau de bus | 2019 - 2029             |
| Caen                                              | Keolis Caen                                       | Twisto                                                           | Réseau urbain - Tramway - Bus, LHNS                                                                                          | 2018 - 2024             |
| Chambéry                                          | Keolis Chambéry                                   | Synchro (réseau de transport)                                    | Réseau urbain | 2019-2024               |
| Châlons-en-Champagne                              | Keolis Châlons-en-Champagne                       | Sitac                                                            | Réseau urbain | Depuis 2013             |
| Chantilly                                         | Keolis Oise                                       | DUC                                                              | Réseau urbain | 2000 - 2028             |
| Châtellerault                                     | Keolis Châtellerault                              | TAC                                                              | Réseau urbain | 2021 - 2026             |
| Châteauroux                                       | Keolis Châteauroux                                | Horizon                                                          | Réseau urbain | 2015 - 2021             |
| Château-Thierry                                   | Keolis Château Thierry                            | Fablio                                                           | Réseau urbain | 2012 - 2028             |
| Chaumont                                          | Keolis Chaumont                                   | C mon bus                                                        | Réseau urbain | 2010 - 2016             |
| Chauny-Tergnier                                   | Keolis Chauny-Tergnier                            | TACT                                                             | Réseau urbain | 2013 - 2023             |
| Cherbourg-Octeville                               | Keolis Cherbourg                                  | Zéphir Bus                                                       | | 2014 - 2020             |
| Clermont-Ferrand                                  | Keolis Pays des Volcans                           | T2C                                                              | Réseau interurbain - Ligne 31, 32, 33, 34 et 40                                                                              |                         |
| Communauté de communes de l'Aire Cantilienne      | Keolis Oise                                       | Flexobus                                                         | Transport à la demande | 2022 - 2028             |
| Communauté de communes de l'Aire Cantilienne      | Keolis Oise                                       | Aire'bus                                                         | Ligne interurbaine | 2024 - 2028             |
| Côte Basque, Bayonne                              | Keolis Côte Basque-Adour                          | Chronoplus, Txik Txak Nord                                       | Réseau urbain | 2017 - 2024             |
| Creil                                             | Keolis Creil Agglo                                | STAC                                                             | Réseau urbain | 2011 - 2019             |
| Dijon                                             | Keolis Dijon Mobilités                            | Divia                                                            | Réseau urbain - Tramway - Bus, BHNS - Vélos en libre service - Vélos de location - Parking payant - Fourrière métropolitaine | 2023 - 2030             |
| Dole                                              | Keolis Monts Jura                                 | TGD                                                              | Réseau urbain |                         |
| Dreux                                             | Keolis Drouais                                    | Linéad                                                           | Réseau urbain | 2021 - 2029             |
| Dunkerque                                         | Keolis Flandre Maritime                           | DK'Bus                                                           | Sous-traitance des lignes 17, 20, 23 et 26 ainsi que des circuits scolaires                                                  |                         |
| Elbeuf                                            |                                                   | TAE                                                              | Assistance technique |                         |
| Épinal                                            | Keolis Epinal                                     | Imagine                                                          | Réseau urbain | 2012 - 2020             |
| Fécamp                                            | Keolis Seine-Maritime                             | Ficibus                                                          | Réseau urbain Ligne 20 | 2013 - 2021             |
| Foix                                              | Keolis Garonne                                    | Navette urbaine                                                  | Réseau urbain |                         |
| Haguenau                                          | Keolis Haguenau                                   | Ritmo                                                            | Réseau urbain |                         |
| Honfleur                                          | Keolis Calvados                                   | HO Bus                                                           | Réseau urbain |                         |
| Hyères                                            | Société départementale des transports du Var      | Réseau Mistral                                                   | Réseau urbain Certaines lignes desservant Hyères                                                                             |                         |
| L'Île-d'Yeu                                       | Keolis Atlantique                                 | ID Bus                                                           | Réseau urbain |                         |
| Lamorlaye                                         | Keolis Oise (Keolis Evrard jusqu'en 2024)         | La Navette                                                       | Réseau urbain | 2019 - 2028             |
| Laval                                             | Keolis Laval                                      | TUL                                                              | Réseau urbain - Bus - Vélo Libre Service                                                                                     | 2010 - 2022             |
| Lisieux                                           | Keolis Lisieux Normandie                          | Lexobus                                                          | Réseau urbain |                         |
| Lons-le-Saunier                                   | Keolis Monts Jura                                 | Tallis                                                           | Réseau urbain | 2011 - 2016             |
| Metz                                              | Keolis 3 Frontières                               | TCRM, LE MET'                                                    | Réseau urbain | depuis 2012             |
| Menton                                            | Keolis Menton Riviera                             | Zest                                                             | Réseau urbain | 2019 - 2025             |
| Montargis                                         | Keolis Montargis                                  | Amelys                                                           | Réseau urbain | 2013 - 2019             |
| Montbéliard                                       | Keolis Pays de Montbéliard                        | CTPM                                                             | Réseau urbain | 2010 - 2017             |
| Montluçon                                         | Keolis Montluçon                                  | Maelis                                                           | Réseau urbain | 2014 - 2021             |
| Montpellier                                       | Keolis Courriers Du Midi                          | TAM                                                              | Sous traitance sur le réseau suburbain du réseau de Montpellier avec Transdev TOL et Voyages Bouladou                        | 2019 - 2024             |
| Montpellier                                       | Keolis Courriers Du Midi                          | LIO Hérault Transport                                            | Délégataire de plusieurs lots interurbains et un urbain-hybride à Clermont l'Hérault                                         | 2015 - 2020             |
| Montpellier                                       | Keolis Courriers Du Midi                          | Transp'Or                                                        | Réseau urbain de Pays de l'Or Agglomération                                                                                  | ?                       |
| Morlaix                                           | Keolis Morlaix                                    | TIM                                                              | Réseau urbain | 1991 - 2024             |
| Moulins                                           | Moulins Mobilité (Keolis Moulins)                 | Aléo                                                             | Réseau urbain - Bus - Vélos                                                                                                  | 2019 - 2025             |
| Nancy                                             | Keolis Grand Nancy                                | Stan                                                             | Réseau urbain | 2019 -                  |
| Nancy                                             | Keolis Pays Nancéien                              | Sub                                                              | Réseau suburbain | 2009 -                  |
| Narbonne                                          | Keolis Narbonne                                   | Citibus                                                          | Réseau urbain | 2008 - 2024             |
| Nevers                                            | Keolis Nevers                                     | Taneo                                                            | Réseau urbain | 2007 - 2025             |
| Obernai                                           | Keolis Obernai                                    | Pass'O                                                           | Réseau urbain |                         |
| Orléans                                           | Keolis Métropole Orléans                          | TAO                                                              | Réseau urbain - Tramway - Bus - Vélos                                                                                        | 2012 - 2030             |
| Pau                                               | Société des transports de l'agglomération paloise | Idelis                                                           | Réseau urbain (bus, vélos, autos) Assistance technique                                                                       | 2000 - 2015             |
| Perpignan                                         | Keolis Perpignan Méditerranée                     | Sankeo                                                           | Réseau urbain | 2022 - 2030             |
| Pompey banlieue nord de Nancy                     | Keolis Pays Nancéien                              | Le Sit                                                           | Réseau urbain |                         |
| Pont-Sainte-Maxence                               | Keolis Oise                                       | TOHM                                                             | Réseau urbain |                         |
| Quimper                                           | Keolis Quimper                                    | Qub                                                              | Réseau urbain | 2010 - 2023             |
| Riom                                              | Keolis Riom                                       | R'cobus jusqu'au 01/09/2018 RLV Mobilités à partir du 03/09/2018 | Réseau urbain Keolis Loisirs et voyages jusqu'au 08/07/2018 (Anciennement Maisonneuve)                                       | 2004 -                  |
| Rouen                                             | Keolis Normandie Seine                            | TAD Filo'R                                                       | |                         |
| Saintes                                           | Keolis Saintes                                    | Buss                                                             | Réseau urbain | 2013 - 2018             |
| Saint-Leu-d'Esserent                              | Keolis Evrard                                     | Pierre Sud Oise Transports (PSO)                                 | Réseau urbain | 2011 - 2019             |
| Saint-Malo                                        | Keolis Saint-Malo                                 | MAT                                                              | Réseau urbain | 2013 - 2019             |
| Salon-de-Provence                                 |                                                   | Libébus                                                          | Réseau urbain |                         |
| Sarrebourg                                        | Keolis 3 Frontières                               | ISIBUS                                                           | Réseau urbain |                         |
| Senlis                                            | Keolis Oise                                       | TUS                                                              | Réseau urbain | … - 2017 2022 - 2028    |
| Sète                                              | Keolis Bassin de Thau                             | Sète Agglopôle Mobilité                                          | Réseau urbain |                         |
| Strasbourg                                        |                                                   | CTS                                                              | Assistance technique | 2013 - 2018             |
| Tarbes                                            | Keolis Grand Tarbes                               | TLP Mobilités                                                    | Réseau de bus | 2011 - 2018             |
| Toul                                              | Keolis Sud Lorraine                               | Movia                                                            | Réseau urbain | 2006 - 2019             |
| Thiers                                            | Keolis Pays des Volcans                           | TUT                                                              | Réseau urbain | 2017 - ...              |
| Tours                                             | Keolis Tours                                      | Fil bleu                                                         | Réseau urbain - Tramway (2e ligne en projet) - Bus, BHNS                                                                     | 2012 - 2018 2019 - 2025 |
| Valenciennes                                      | Keolis Hainaut Valenciennois                      | Transvilles                                                      | Réseau urbain - Tramway - Bus                                                                                                | 2023 - 2030             |
| Vesoul                                            | Keolis Vesoul                                     | Vbus                                                             | Réseau urbain | 2016 - 2023             |
| Vichy                                             | Keolis Vichy                                      | MobiVie                                                          | Réseau urbain | 2010 - 2018             |
| Villefranche-sur-Saône                            | Keolis Villefranche-sur-Saône                     | Réseau Libellule                                                 | Réseau urbain | … - 2021                |
| Vitré                                             | Keolis Armor                                      | Réseau de Vitré Communauté                                       | Réseau urbain | 2014 - 2018             |

#### Réseaux interurbains
| Réseaux interurbains       |                                                         | | |              |
| Région                     | Exploitant                                              | Nom du réseau | Descriptif | Exploitation |
| Auvergne-Rhône-Alpes       | Keolis Autocars Planche                                 | STAR, Cars du Rhône, Cars Région Express, Cars Région Loire, Réseau Ruban | Fusion de Autocars Planche : Cars Planche et Cars Roannais Siège social à Arnas (Rhône) 14 centres d'exploitation basés à Arnas, Rillieux-la-Pape, Châtillon-sur-Chalaronne, Quincieux, Miribel, Craponne, Vaugneray, Thurins, Saint-Symphorien-sur-Coise, Thizy-les-Bourgs, Le Coteau, Montbrison (Loire), Rive-de-Gier. Fusion et intégration de CarPostal Loire |              |
| Bretagne, Pays de la Loire | Keolis Atlantique (Loire-Atlantique, Morbihan, Mayenne) | | Anciennement Cariane Atlantique |              |
| Bretagne                   | Keolis Armor                                            | | Anciennement TAE (Transport Armor Express). Keolis Émeraude fusionne avec le groupe Keolis Armor en juin 2016 (anciennement Les Courriers Bretons) Trois établissements secondaires : Dinard (Ille-et-Vilaine), Mûr de Bretagne (Côtes-d'Armor), et un dépôt sans atelier à Montgermont (Ille-et-Vilaine). Réseau suburbain du STAR (Service des transports en commun de l'agglomération rennaise) et exploite de nombreuses lignes de transports scolaires. De janvier 2009 à août 2021, elle exploitait la ligne Rennes (Ille-et-Vilaine) - Pontivy (Morbihan). Réseau interurbain BreizhGo                                                                                               |              |
| Normandie                  | Keolis Calvados                                         | Bus Verts du Calvados, Nomad | 59 lignes régulières (25 lignes commerciales, 1 ligne Express inter régionale et 33 lignes scolaires 6 millions de déplacements par an, dont plus de 4 800 000 déplacements scolaires (80 % de la fréquentation). Tous les véhicules appartiennent au Conseil régional de Normandie. | 2006 -       |
| Normandie                  | Keolis Calvados                                         | TaxiBus | Transport public complémentaire aux lignes bus Verts régulières pour environ 166 000 habitants (soit près de 20 % de la population du département). Les TaxiBus du Calvados ont été mis en place dans le but de desservir les communes les plus enclavées du Calvados et offrir ainsi aux habitants la possibilité de se déplacer pour des besoins de première nécessité (démarches administratives, rendez-vous médicaux, courses et marché…). Il fonctionne 2 ou 3 jours par semaine, selon des créneaux horaires définis. Ces services sont réalisés par une vingtaine de sociétés de taxis. 12 000 voyages ont été réalisés en 2005.                                                    |              |
| Normandie                  | Keolis Mont Saint-Michel                                | | Gestion du stationnement et du transport au Mont-Saint-Michel. | 2022 - 2027  |
| Centre-Val de Loire        | Keolis Centre (Cher)                                    | | Anciennement Cariane Centre Partenaire de Keolis Touraine. Depuis 1999, la Compagnie du Blanc Argent est une filiale du groupe Keolis. Elle effectue des transports par autocars et exploite pour le compte de la SNCF la ligne TER de Salbris à Luçay-le-Mâle. |              |
| Centre-Val de Loire        | Keolis Touraine (Indre-et-Loire, Indre)                 | | Fusion du groupe Alphacars et de Keolis Centre Loches en 2011 L'entreprise est basée à Saint-Pierre-des-Corps et à Loches et est partenaire de Keolis Centre. |              |
| Grand-Est                  | Keolis Lorraine                                         | - Keolis 3 Frontières - Keolis Sud Lorraine | inclut Keolis 3 frontières (anciennement Courriers Mosellans), à Metz, ainsi que l'exploitation de lignes TIM, affrètement à Metz (lignes et services à la demande), tourisme. Keolis Lorraine comprend également Keolis Sud Lorraine situé à Bouxières-aux-Dames ainsi que le réseau TED autour de Nancy, et dans le sud de la Meurthe-et-Moselle. |              |
| Hauts-de-France            | Keolis Nord                                             | Arc-en-Ciel 1 Arc-en-Ciel 2 | La société, qui a son siège à Comines (Nord) France, est une société de 210 personnes. Elle gère un parc de 136 véhicules. Keolis Nord est la dénomination depuis novembre 2016 de Trans Val de Lys issue de la fusion des sociétés Autocars Bolle et Cariane Nord le 27 juin 2005, a quatre activités : - exploitation de la majorité des lignes suburbaines du réseau Ilévia; - exploitation de certaines lignes des réseaux Arc-en-Ciel 1 et Arc-en-Ciel 2 - tourisme en autocar ; - transport périscolaire (tout transport pour les écoles). |              |
| Hauts-de-France            | Keolis Westeel                                          | Arc-en-Ciel 2 | Sous-traitant pour le réseau Ilévia sur les lignes suburbaines des Weppes, mais aussi pour le département du Nord sur le secteur 2 du réseau Arc-en-Ciel, en scolaire, ou encore sur le réseau TADAO (Transdev), son siège est situé à Sallaumines dans l'agglomération lensoise dans le Pas-de-Calais. Exploitation des navettes routières entre les gares d'Amiens, de Saint-Quentin et la gare TGV Haute-Picardie. |              |
| Hauts-de-France            | Keolis Val Hainaut                                      | Arc-en-Ciel 4 | Exploitation de certaines lignes du réseau. |              |
| Hauts-de-France            | Keolis Evrard                                           | Réseau Oise | Exploitation du secteur KO2. | Depuis 2009  |
| Hauts-de-France            | Keolis Oise                                             | Réseau Oise | Société de transport routier de voyageurs, située à Senlis dans l'Oise, qui compte aujourd'hui une flotte de 200 véhicules pour environ 225 salariés, répartis sur deux centres d'exploitation. Keolis Oise est le résultat du rapprochement entre deux sociétés : la SATA implantée à Agnetz et STRV implantée à Senlis. La fusion a donné naissance à Cariane sur Oise en 1988 et devient, en 1997, Cariane Oise. En 1999, Cariane Oise est intégrée dans le groupe Keolis, issu de la fusion entre Cariane et VIA-GTI. En 2003, la société Voyages Détré, basée à Verderonne, rejoint le groupe Keolis pour finalement fusionner avec Keolis Oise fin 2010. Exploitation du secteur KO2. | Depuis 2009  |
| Hauts-de-France            | Keolis Pays d'Artois                                    | Oscar | Anciennement Keolis Dourlens. Exploitation des périmètres 6 et 7 du réseau interurbain du Pas-de-Calais (Oscar). | Depuis 2021  |
| Nouvelle-Aquitaine         | Keolis Côte Basque-Adour                                | | Transports scolaires | Depuis 2015  |
| Nouvelle-Aquitaine         | Keolis Gironde                                          | - Keolis Gironde (Saint Médard en Jalles (siège), Villenave d’Ornon, Parempuyre, Bruges, Lacanau) - Keolis Cars de Bordeaux (Bordeaux (siège), Ambarès-et-Lagrave) - Keolis Bassin d’Arcachon (La Teste-de-Buch (siège), Biglons) - Keolis Gascogne : implantée à Saint-Pierre-du-Mont (Landes), assure les transports départementaux et régionaux dans les Landes et le Lot-et-Garonne - Keolis Marmande - Keolis Agen | anciennement groupe Sera jusque fin 2006 (Cars Ouest Aquitain, Cars de Bordeaux et l'agence de voyages V.S. Voyages) La SERAG Voyages (Landes) forme quant à elle Keolis Gascogne avec Cariane Adour. La société des Cars Rebmann Lavergne a été absorbée en 2005 par Cars Ouest Aquitain. Keolis Gironde est présent sur des secteurs : Affrètement sur le réseau TBM de Bordeaux (une 20aine de lignes) ; Lignes départementales Trans'Gironde (notamment la ligne 702 vers Lacanau) ; Services scolaires pour le compte des municipalités et de la CUB ; Services spéciaux (usines, centres de formations) ; Tourisme (activité phare des Cars de Bordeaux).                             |              |
| Nouvelle-Aquitaine         | Keolis Littoral (Charente-Maritime)                     | Les Mouettes | Elle s'associe avec les Autocars Météreau (basés à Dolus-d'Oléron), et les Voyages Goujeau (basés à Fontaine-Chalendray). Certains services sont confiés à Ocecars (Transdev) (basés à La Rochelle et Rochefort), Aunis-Saintonge, Météreau, Goujeau, Michel Voyages, Chaintrier... Les principaux dépôts de Keolis Littoral se situent à Rochefort, Surgères, Saint-Martin-de-Ré (île de Ré) et à Royan. |              |
| Occitanie                  | Keolis Garonne (Ariège, Haute-Garonne)                  | | anciennement Dussert |              |
| Occitanie                  | Keolis Pyrénées (Hautes-Pyrénées)                       | | Implantée à Tarbes |              |

- Keolis Touriscar Ain : Ex-Cariane Touriscar Ain, société de transports basée à Bellegarde-sur-Valserine, assurait surtout la ligne Bellegarde-sur-Valserine / Divonne-les-Bains – Ferney-Voltaire, ligne de bus régulière desservant le pays de Gex ainsi que des transports scolaires dans l'est du département de l'Ain.
- Keolis Languedoc : le siège de cette filiale est situé à Nîmes. Son activité principale est le tourisme.
- Keolis Monts Jura : Keolis Monts Jura est une filiale du groupe Keolis depuis 2002. Basée historiquement en Franche-Comté, sa direction siège à Besançon. Elle possède sept centres d'exploitation basés à Besançon, Pontarlier, Montbéliard, Le Russey, Dole, Lons-le-Saunier et Vesoul.
- Transports Palois Réunis : Filiale implantée à Pau et Bayonne
- Loisirs et Voyages : Ex-Groupe Maisonneuve. Société basée à Ambert. Acheté par Keolis en mars 2007. Tourisme en autocar. Exploite le réseau de Transports en commun de Riom Limagne et Volcans jusqu'au 08/07/2018. Exploite des lignes scolaires du réseau de Transports en commun de Riom Limagne et Volcans. Exploite une partie du réseau de Clermont-Ferrand (lignes 31, 32, 33, 34 et Navette panoramique des Dômes (40)). Exploite des lignes du réseau Cars Région Puy-de-Dôme.
- Keolis Pays Normands : Achetée par Keolis en juillet 2007, l'entreprise Etasse Tourisme est un opérateur de transport de voyageurs, principalement pour les transports scolaires dans les départements de la Manche et du Calvados (entre Carentan et Bayeux).
- Keolis Baie des Anges (KBA) : l'entreprise sous-traite une quarantaine de lignes sur le réseau Lignes d'Azur.
- Keolis Normandie Seine : anciennement Keolis Eure, exploite des lignes interurbaines dans l'Eure et a repris celles exploitées par Jacquemard (groupe RATP) après perte de services scolaires par cette dernière ; a intégré Keolis Rouen Vallée de Seine qui exploite les TAD de Rouen Métropole sous l’appellation Filo'R (sauf pour la sous-agglo d'Elbeuf).
- Keolis Seine-Maritime : exploite des lignes interurbaines en Seine-Maritime, autour du Havre et de Fécamp, ainsi que le réseau urbain de Fécamp. Assure certains services en partage avec les cars Périer.
- Keolis Courriers du Midi : le siège de cette filiale est situé à Montpellier. Son activité se déploie sur plusieurs secteurs et sur plusieurs réseaux. Les courriers du Midi exploitent quelques lignes urbaines du réseau Transports de l'agglomération de Montpellier (TAM) de Montpellier Méditerranée Métropole, qui est détenu par TAM. L'entreprise exploite les lignes commerciales du réseau Transp'Or pour la communauté d'agglomération du Pays de l'Or, mais également un grand nombre de lignes Hérault Transport pour le compte de la région Occitanie. Elle dispose de sites d'exploitation à Montpellier, Grabels et Clermont-l'Hérault. La filiale dispose également d'une activité de tourisme. Il s'agit d'une des plus importantes filiales du groupe Keolis du Sud de la France.
- Keolis Cars du Bassin de Thau : située à Sète, cette filiale exploite des lignes Hérault Transport pour le compte de la région Occitanie, mais aussi quelques lignes urbaines du réseau Sète Agglopôle Mobilité pour le compte de CarPostal Sète. Elle dispose également d'une activité de tourisme.

### En Europe

#### Allemagne: Keolis Deutschland
Sous la marque Eurobahn, Keolis Deutschland est le troisième opérateur ferroviaire allemand, opérant des réseaux régionaux dans les régions de Rhénanie-du-Nord-Westphalie et Basse-Saxe, ainsi qu'au-delà de la frontière néerlandaise. Le parc est constitué d'automotrices électriques Stadler FLIRT et d'autorails diesel Bombardier Talent. 
Le 31 décembre 2021, Keolis Deutschland cesse ses activités ferroviaires en Allemagne, en raison de l'accumulation de pertes financières (plusieurs dizaines de millions). C'est le nouvel opérateur SG Eurobahn UG qui prend la succession dès le 1er janvier 2022.

#### Belgique
- Déc 96 : Création d’Eurobus Holding regroupant 17 filiales. Actionnariat : SRWT, Consorts de Reys, Consorts Jost, Consorts Pauly
- 1997 : Cariane (future Keolis) et Reniers (flamand) entrent dans l’actionnariat
- 1999-2008 : Rachat d’une trentaine de filiales
- 2008 : Rachat des parts privées par Keolis qui devient actionnaire majoritaire aux côtés de la SRWT
- 2009 : Rachat de Flanders Coach Group par Keolis Vlaanderen (10 nouvelles filiales)
- 2010 : Rachat de 100 % des parts Eurobus Holding par Keolis. Sortie de la SRWT de l’actionnariat
- 2011-2015 : Rachat de 11 nouvelles filiales
- 2016-2017 : Après plusieurs fusions internes, le groupe compte dorénavant 43 filiales. Le groupe Keolis en Belgique étend son activité au stationnement via sa filiale Effia Belgium qui a repris les sociétés d’Alfa Park et de Parkeren Roeselare.
- 2018 : Rachat de Open Tours Group (4 nouvelles filiales)

En Belgique, on retrouve Keolis sous deux holdings : Eurobus Holding (Wallonie et Bruxelles) et Keolis Vlaanderen (Flandre).
Les sociétés détenues par Eurobus Holding sont : Autobus de Genval, Autobus Dujardin, Cardona Deltenre, Cars Gembloutois, Cie des Autobus Liègeois, Cinacien, Cintra, De Boeck, Doppagne, Ets Liénard & Cie, Eurobussing Brussels, Eurobussing Wallonie, Garage du Perron, Lim Collard-Lambert, Open Tours, Nice Travelling, Pirnay, Picavet, SADAR, Satracom, Sophibus, T.C.M. Cars, Taxis Melkior, Transports Penning, Voyages Bertrand, Voyages François Lenoir, Voyages Nicolay, Zuun Cars.
Les sociétés détenues par Keolis Vlaanderen sont : Autobus Dony, Autobusbedrijf Bronckaers, Autobussen De Reys, Cintral, Eltebe, Flanders Bus, Gino Tours, Heyerick, Modern Toerisme, Ramoudt Tours, Reizen Joye, Reniers & Co, Trimi, Bus4You, Staca, Van Rompaye.

#### Danemark
- Tramway d'Aarhus
- City-Trafik est le deuxième plus gros opérateur de transport danois. Il couvre les régions de Copenhague, Slagelse, Fredericia et Aalborg.

#### Norvège
Depuis 2010, Keolis est l'actionnaire majoritaire à 51 % de Fjord1 (Fjord1 Partner (en)) qui exploite le métro léger de Bergen.

#### Pays-Bas: Keolis Nederland
Keolis Nederland est un opérateur de transport de bus couvrant notamment les régions de Gelderland, Overijssel et Utrecht. Keolis Nederland exploite également un réseau ferroviaire allant de Zutphen à Bad Bentheim en Allemagne.

#### Royaume-Uni
Au Royaume-Uni, Keolis est un partenaire minoritaire dans la société d'exploitation ferroviaire Govia avec Go-Ahead Group. Govia exploite actuellement les franchises du Sud, du Sud-Est de Londres. Keolis exploitait aussi la franchise Transpennine express en partenariat avec First Group. En 2016, First Group reprend la franchise sans Keolis. Avec le gouvernement local et les principaux soutiens financiers du secteur privé, Keolis conçoit des solutions de transport adaptées à l'environnement local. Keolis affirme qu'il s'efforce de fournir des transports publics qui réunissent un esprit de service, d'innovation et d'efficacité.
Le 4 juillet 2014, Keolis est désigné par Transport for London pour gérer la franchise Docklands Light Railway à Londres, en partenariat avec Amey. Le contrat, qui durera jusqu'en 2021, est évalué à 880 millions d'euros.
Le 4 juin 2018, Keolis est sélectionné avec l'entreprise britannique Amey pour s'occuper de l'opération de la franchise du Pays de Galles, le plus gros contrat de son histoire.

#### Suède: Keolis Sverige
Keolis Sverige (6 500 salariés) exploite plusieurs réseaux urbains et interurbains en Suède :
- Transports interurbains du Comté de Jönköping (Jönköpings länstrafik (sv)) (depuis 2011, pour une durée de 8 ans) ;
- Dans le Comté de Södermanland, transports urbains de Nyköping, Eskilstuna, Katrineholm, Strängnäs (Länstrafiken Sörmland (sv)) ;
- Dans le Comté d'Örebro, transports urbains de Örebro, Karlskoga, Lindesberg et Kumla (Länstrafiken Örebro (sv)) ;
- Les bus de la ville de Stockholm (Storstockholms Lokaltrafik) ;
- Différents transports urbains dans le Comté de Västernorrland (Västernorrlands läns trafik (sv)) sous la marque commerciale Din Tur ;
- Transports urbains (bus et tramway) et interurbain de Göteborg (Västtrafik) ;
- Transports urbains (bus et tramway) à Norrköping (Östgötatrafiken (sv)).

### Hors de l'Europe
| Transports urbains et interurbains |                                         |                                                                                            | | |
| Pays                               | Ville ou région                         | Exploitant                                                                                 | Descriptif | Exploitation |
| Australie                          | Melbourne                               | Yarra Trams (Keolis Downer : Keolis 51% et Downer EDI 49% du capital)                      | Réseaux urbains - Tramway de Melbourne | |
| Australie                          | Newcastle                               | Keolis Downer                                                                              | Réseaux urbains - Tramway de Newcastle | 2017 - |
| Canada                             | Provinces du Québec et de l'Ontario     | Keolis Canada                                                                              | Réseaux interurbains - Transports par autocar (réseau Orléans Express au Québec)Transport aéroportuaire - Navette autour de l'Aéroport Montréal Trudeau : rotation terminaux/stationnement et desserte de l'université Concordia Réseaux urbains - Autobus dans la région métropolitaine de Montréal - Navette autonome à Candiac - Trains légers dans la région de Waterloo | |
| Chine                              | Shanghai                                | Keolis Shanghai (coentreprise entre le groupe Keolis et le groupe Shanghai Shentong Metro) | Réseaux urbains - Ligne Pujiang du métro de Shanghai, le plus grand réseau de métro au monde - Lignes de tramway du réseau de Songjiang - Deux navettes aéroportuaires au sein de l'aéroport international de Shanghai-Pudong (depuis 2019) | |
| Qatar                              | Doha                                    | Coentreprise Hamad Group (51 %) Keolis et RATP Dev (49 %)                                  | Metro de Doha | 2018 Contrat d'une durée de 20 ans |
| États-Unis                         | États de Virginie et de Washington D.C. | Keolis North America                                                                       | Réseau ferroviaire régional - Virginia Railway Express (en) | Confié à Keolis, par un contrat de 85 millions de dollars, l'exploitation des 145 km des lignes du réseau de la banlieue sud de Washington D.C. vers Manassas et Fredericksburg. Keolis a commencé l'exploitation le 12 juillet 2010.                               |
| États-Unis                         | État de Californie                      | Keolis Transit America (issu de Tectrans, racheté en 2011)                                 | | 2011 - |
| États-Unis                         | Las Vegas                               | Keolis North America                                                                       | Réseaux urbains - Une partie des bus de Las Vegas, sur Las Vegas Strip | 2013 - |
| États-Unis                         | Boston                                  | Keolis Commuter Services                                                                   | Réseau ferroviaire régional - MBTA Commuter Rail, les trains de banlieue de Boston | 2014 - |
| Inde                               | Hyderabad                               | Keolis Hyderabad MRTS Ltd                                                                  | Réseaux urbains - Métro de Hyderabad | Le 9 mai 2012, Larsen et Toubro Metro Rail (L&T), leader indien dans le domaine de l’ingénierie et de la construction, confie au groupe Keolis l’exploitation et la maintenance du métro de Hyderabad. L'exploitation et la maintenance du réseau débutent en 2015. |

#### Galerie de photos

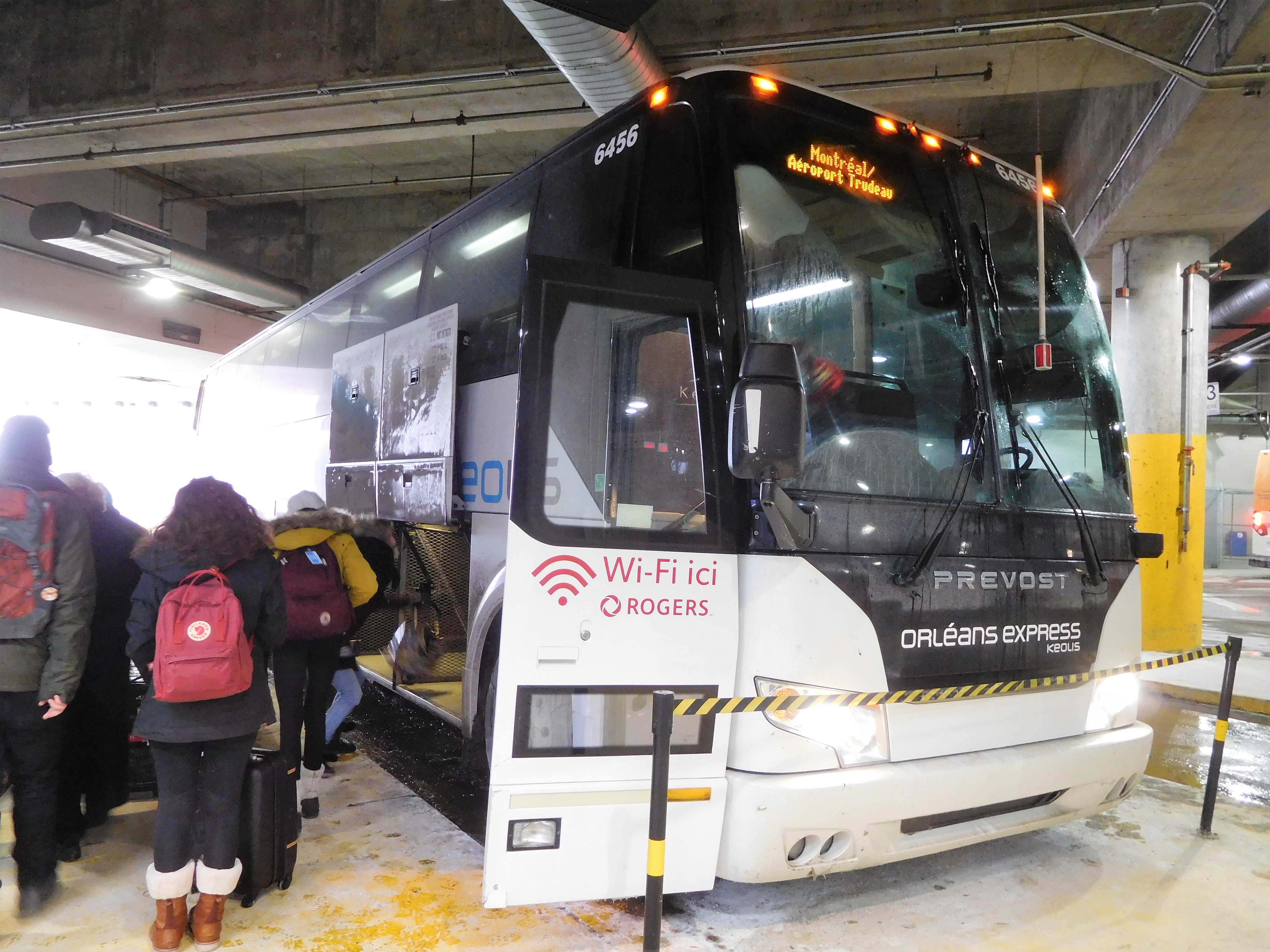
Un autocar d'Orléans Express arborant le nouveau logo Keolis à Montréal, Canada.
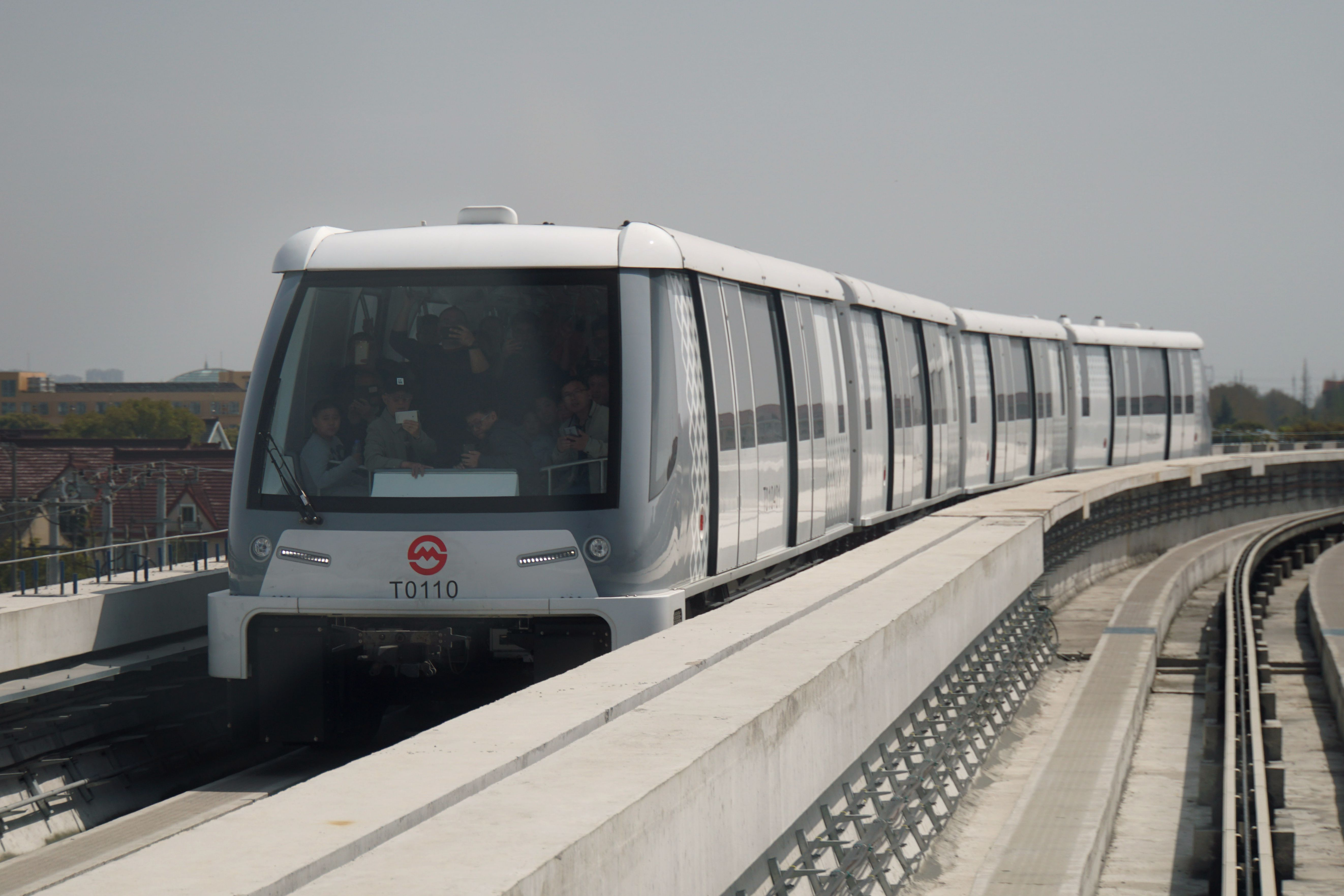
Une rame de la ligne Pujiang à Shanghai, Chine.

## Activité de lobbying

### Auprès des institutions de l'Union européenne
European Passenger Transport Operators, qui est inscrit depuis 2010 au registre de transparence des représentants d'intérêts auprès de la Commission européenne, et déclare en 2018 pour cette activité des dépenses annuelles d'un montant inférieur à 25 000 euros, indique représenter notamment Keolis.

### En France
Keolis déclare à la Haute Autorité pour la transparence de la vie publique exercer des activités de lobbying en France pour un montant qui n'excède pas 100 000 euros sur l'année 2018.
Keolis est également représenté, pour des actions de lobbying, par le cabinet Rivington[source insuffisante], par l'Union des transports publics ferroviaires et par SNCF Mobilités[source insuffisante].

## Responsabilités

### Électro-mobilité et énergies alternatives
Keolis utilise l'électro-mobilité et les énergies alternatives sur plusieurs des réseaux qu'il exploite :
- mise en service de bus au biométhane en Suède en 2015 ;
- mise en service de bus électriques à Rennes[47], Orléans[48], Los Angeles et Amiens ;
- mise en service de bus au gaz naturel à Montargis en 2018.

### Transport de personnes à mobilité réduite (PMR)
Keolis exploite des services de transport de personnes à mobilité réduite avec notamment le service PAM75, à Paris, et PAM94, dans le département du Val-de-Marne.

## Identité visuelle
Keolis a adopté une nouvelle identité visuelle en 2017.

Logo de Keolis de 2001 à 2017
Logo de Keolis depuis 2017